# Reichstag zu Worms (1521)

Der Bischofshof in Worms – Quartier Kaiser Karl V.

Der Reichstag zu Worms des Jahres 1521 war der erste Reichstag, den Kaiser Karl V. nach seiner Wahl und Krönung einberief. Er fand vom 27. Januar 1521 bis zum 26. Mai 1521 in Worms statt. Martin Luther wurde dorthin eingeladen,  um seine 95 Thesen zu widerrufen. Als er dies verweigerte, wurde er von Kaiser Karl V. als vogelfrei erklärt.

## Bedeutung und unmittelbare Folgen

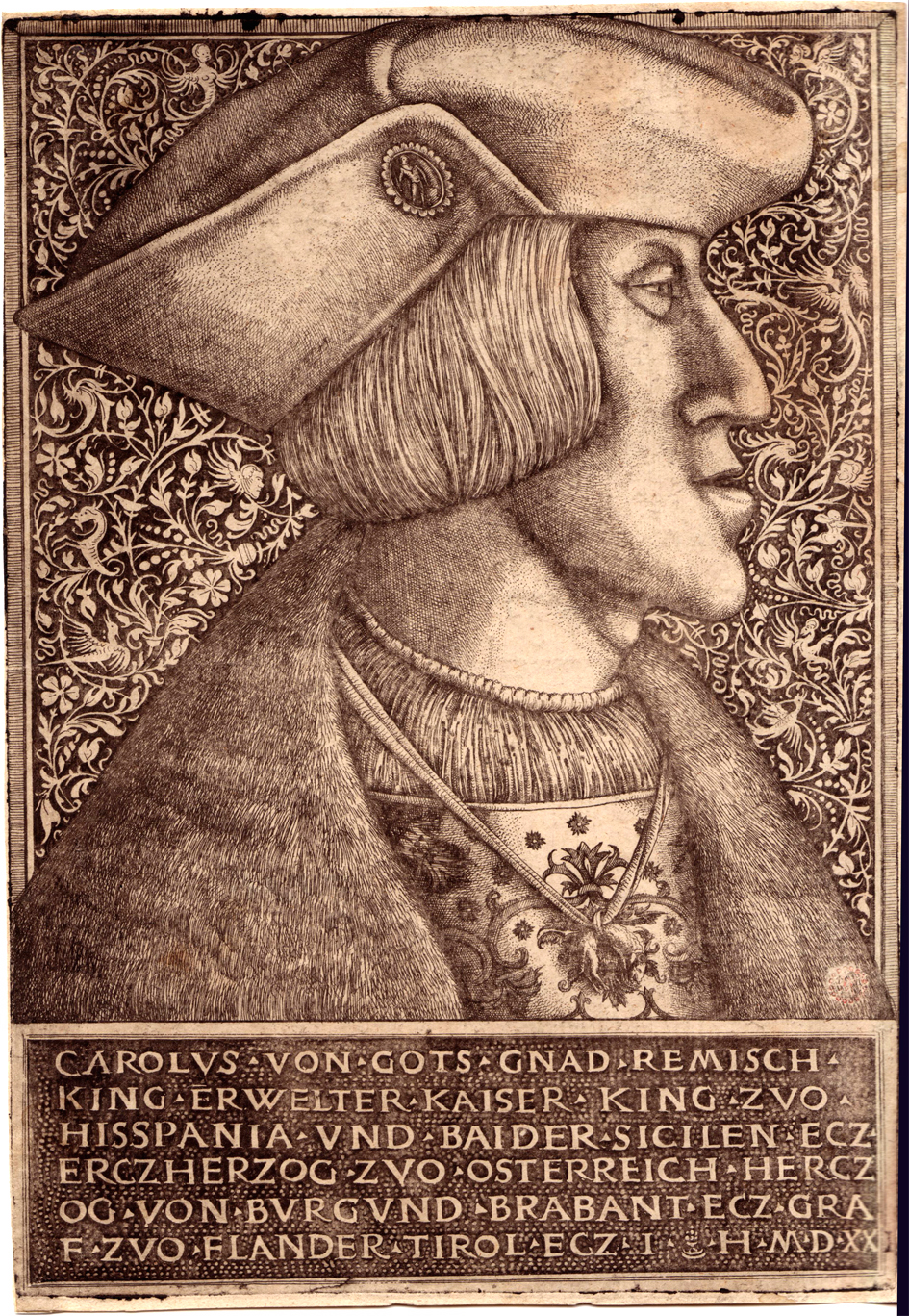
Karl V. (1520)

Kaiser Karl V. hielt sich seit Mittwoch, dem 28. November 1520, in der Stadt auf. Karl war erst am 23. Oktober 1520 im Aachener Dom durch den Kölner Erzbischof Hermann V. von Wied gekrönt worden.
80 Fürsten, 130 Grafen sowie Botschafter ausländischer Könige und Herren nahmen teil. Sie alle hatten ihr Gefolge dabei, Räte, Geistliche, Ritter, Knechte, Diener. Es sollen sich mehr als 10.000 Gäste in Worms aufgehalten haben. Die Stadt Worms mit ihren knapp 7.000 Einwohnern musste diese logistische Herausforderung organisieren. Die Einquartierung der Teilnehmer am Reichstag und ihres Gefolges waren einerseits eine hohe Belastung für die Stadt, andererseits aber auch ein erhebliches Geschäft.
Der päpstliche Nuntius, Hieronymus Aleander, war tagsüber seines Lebens nicht mehr sicher, nachdem er am 13. Februar Maßnahmen gegen Martin Luther gefordert hatte. Ein gewaltsames Eingreifen des Reichsritters Franz von Sickingen schien möglich. Die Stimmung in der Wormser Bevölkerung war pro-lutherisch. Eine Druckerei brachte kirchenfeindliche Werke, Schriften Ulrich von Huttens und Flugschriften unter das Volk.
Die Fastenzeit wurde ignoriert, Prostitution gab es vielerorts und es wurden Turniere abgehalten. In der Stadt war „alles wüst und wild“, oft hätten drei oder vier Menschen am Tag ihr Leben eingebüßt, berichtet der Zeitzeuge Dietrich Butzbach unter dem 7. März 1521.
Der Reichstag endete mit einem Reichsabschied.

## Themen

### Reichsregiment und Wormser Erbteilungsvertrag
Ein Reichsregiment unter Vorsitz Ferdinands (I.) (1503–1564), des Bruders Karls V., das den Kaiser während seiner Abwesenheit vertreten sollte, wurde auf Grund der Forderung deutscher Fürsten eingesetzt. Es war schon als Bedingung für seine Wahl zum Römischen König in seiner Wahlkapitulation festgeschrieben worden. Karl V. war auch spanischer König und gebot über ein „Reich, in dem die Sonne nie unterging“. Daher war abzusehen, dass er häufig abwesend sein würde.
Gleichzeitig wurde zwischen Karl und Ferdinand zum ersten Mal eine Teilung der beiden Herrschaftsbereiche Spanien (für Karl) und Österreich (für Ferdinand) beschlossen, der Wormser Vertrag vom 28. April 1521. Dieser Hausvertrag umfasste die Erbfolge in Niederösterreich und Innerösterreich zugunsten Ferdinands, in dem zunächst geheimgehaltenen Vertrag von Brüssel (1522) wurde das auch auf Tirol, Württemberg und die Vorlande erweitert, womit sich die habsburgische Herrschaft Österreich in ihrer weiteren Gestalt konsolidierte. Der Zeitpunkt dieser Abmachung gilt als mögliches Datum für die Trennung der österreichischen Habsburger und der spanischen Habsburger. Die spätere Übernahme der Kaiserwürde durch die Österreicher, die (mit einer kurzen Unterbrechung) bis zum Ende des Reichs 1806 anhielt, war die Folge dieser Regelung.

### Reichsmatrikelordnung
Die Reichsmatrikelordnung war die grundlegende Regelung, um das Reich zu finanzieren. Sie legte fest, in welchem Umfang die einzelnen Territorien Steuer- und Verteidigungsleistungen für das Reich zu erbringen hatten. Anlass war die osmanische Bedrohung. Die Reichsmatrikelordnung bildete so auch die Grundlage für die Reichstürkenhilfe.

### Reichskammergerichtsordnung
Regelungen zum Reichskammergericht insbesondere zur Aufsicht über das Reichskammergericht auch als Reichskammergerichtsvisitation bezeichnet.

### Gravamina der deutschen Nation
Ein weiterer Verhandlungspunkt waren die "Gravamina der deutschen Nation", ursprünglich Beschwerden aus dem deutschsprachigen Raum gegen den Papst und die Kurie in Rom. Auf dem Reichstag verbanden sich die Gravamina mit der lutherischen Reformationsbewegung. Ein Ausschuss der Reichsstände, unter dem Vorsitz von Herzog Georg von Sachsen, dem die Vertreter der geistlichen Stände nur kurz beiwohnten, sammelte insgesamt 102 Beschwerden. Dies stellte die umfangreichste Zusammenstellung dieser Art dar. Mit dem Reichstag von Worms 1521 wurde die Gravaminabewegung – bislang vor allem von der hohen Geistlichkeit getragen – zu einer Angelegenheit der weltlichen Stände. Auch inhaltlich kam es zu Veränderungen: Neben der Kritik an Papst und Kurie wurde nun auch der Klerus und die kirchliche Gerichtsbarkeit im Reich in den Fokus genommen. Die Gravamina sollten auch auf nachfolgenden Reichstagen immer wieder zur Sprache kommen.

### DieCausa Lutheri

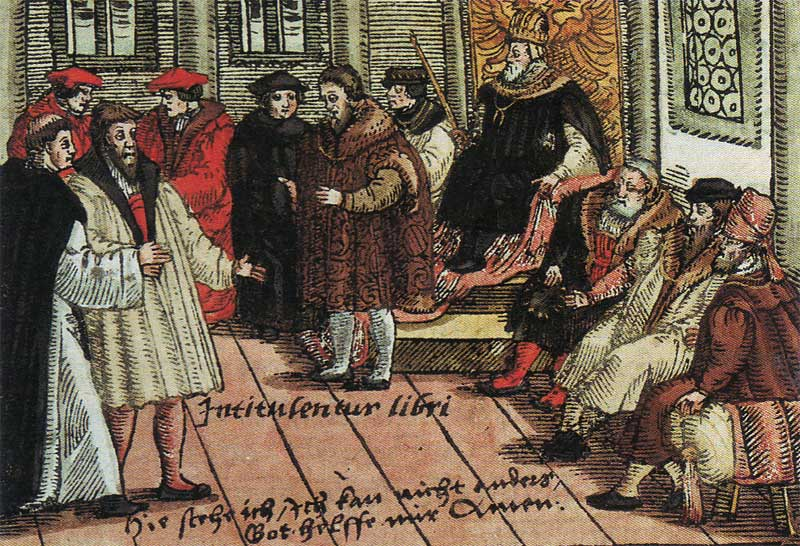
Luther auf dem Reichstag in Worms (kolorierter Holzschnitt, 1556)

#### Auftritt Martin Luthers
Das aus historischer Perspektive herausragendste Ereignis des Reichstags von 1521, der Auftritt Martin Luthers vor Kaiser Karl V., war für die Teilnehmer und die zeitgenössische Öffentlichkeit nur einer unter einer ganzen Reihe von Punkten, die in Worms verhandelt wurden.

#### Wormser Edikt

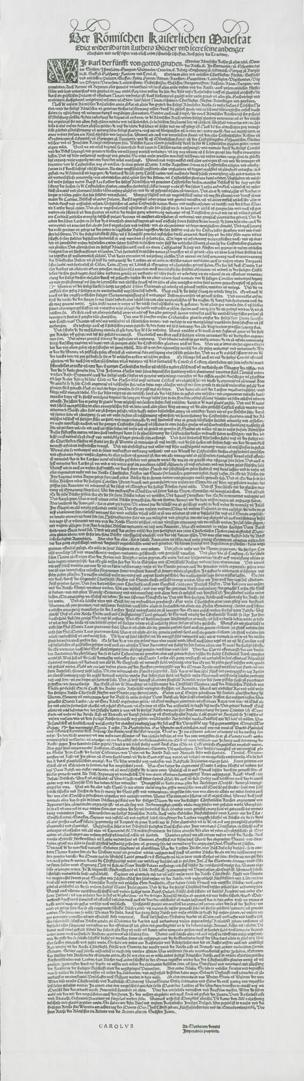
Wormser Edikt

Um die Reichsacht gegen Martin Luther vollziehen zu können, erließ Karl V. das Wormser Edikt. Da er dafür keine Mehrheit auf dem Reichstag erzielen konnte, erließ er es unmittelbar nach der Schlusssitzung, datierte es aber um drei Wochen zurück. So ist fraglich, ob das Edikt formal überhaupt noch zum Reichstag zu zählen ist.